# 영 마블 자이언츠

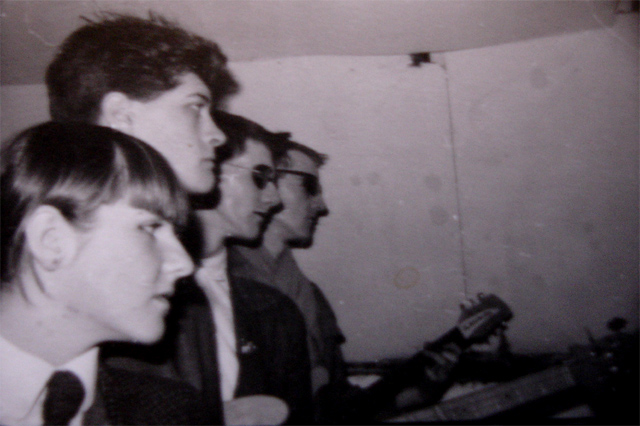
1978~1979년 경의 영 마블 자이언츠. 왼쪽부터 앨리슨 스태튼, 피터 조이스, 필립 목섬, 스튜어트 목섬

영 마블 자이언츠(Young Marble Giants)는 1978년 웨일스의 카디프에서 결성한 포스트펑크 밴드이다. 보컬 앨리슨 스태튼과 형제 필립 목섬과 스튜어드 목섬, 피터 조이스로 구성돼 있었다. 초기의 음악은 당시 언더그라운드에서 주류였던 보다 공격적인 펑크 록과는 대조를 이뤘다. 밴드는 1980년 첫 번째이자 유일한 정규 음반 《Colossal Youth》를 발매하였으며, 또한 두 개의 EP 및 필 세션을 녹음하였다.

## 영향 및 업적
커트 코베인은 바세린스와 함께 너바나의 커트 코베인이 가장 좋아했던 밴드였으며, 코베인의 아내였던 코트니 러브의 밴드 홀은 〈Credit in the Straight World〉를 리메이크하였다. 마그네틱 필즈는 〈The Man Amplifier〉를, 벨 & 세바스찬과 갤럭시 500은 〈Final Day〉를 커버하였다. 영 마블 자이언츠 버전의 〈Final Day〉는 피치포크 500에 선정됐다.

## 디스코그래피

### 정규 음반
- 《Colossal Youth》 (1980년 2월, 영국 인디 차트 3위, 뉴질랜드 20위)

### EP
- 《Final Day》 (1980년 6월, 인디 차트 6위)
- 《Testcard E.P.》 (1981년 3월, 인디 차트 2위)

### 라이브 녹음
- 《Peel Session》 (1980년 녹음, 1991년 발매)
- 《Live at the Hurrah!》 (2004년)

### 컴필레이션
- 《Salad Days》 (2000년, 《Colossal Youth》와 《Testcard E.P.》에 수록된 곡의 데모 버전)